# Tetrix yizhouensis
Tetrix yizhouensis är en insektsart som beskrevs av Zheng, Z. och W.-a. Deng 2004. Tetrix yizhouensis ingår i släktet Tetrix och familjen torngräshoppor. Inga underarter finns listade i Catalogue of Life.